# Nicolas François Conroux
Nicolas François Conroux, baron de Pépinville (1807), né le 17 février 1770 à Douai dans le Nord et mort le 11 novembre 1813 à Saint-Esprit, dans les Pyrénées-Atlantiques, est un général français de la Révolution et de l’Empire.

## Biographie

### De l'artilleur à l'aide de camp, 1770-1797
Il entre le 17 février 1786 dans le 6e régiment d'artillerie où son père, Germain Conroux, chevalier de Saint-Louis, est officier au régiment d'Auxonne artillerie. Il passe comme sous-lieutenant dans le 58e régiment d'infanterie le 22 août 1792 et lieutenant le 11 septembre suivant. En 1793, il combat à l'affaire d'Arlon avec la division commandée par le général Delaage, et il prend part en l'an II à la bataille de Kaiserslautern, au déblocus de Landau, à la reprise du Palatinat par le général Hoche et à celle d'Arlon par l'armée de la Moselle. Aide de camp du général Morlot le 5 floréal an II, il est à la bataille de Charleroi le 28 du même mois. Dans cette journée, son général le charge d'aller porter l'ordre de retraite à la 34e demi-brigade d'infanterie de première formation et au 14e régiment de dragons, qui menacent d'être cernés par l'ennemi. Il se trouve aussi le 8 messidor an II à la bataille de Fleurus et aux journées de Juliers et de Maastricht les 12 vendémiaire et 14 brumaire suivant.
Nommé capitaine de la 116e demi-brigade d'infanterie de première formation le 1er floréal, Conroux est employé à l'armée de Sambre-et-Meuse et devient aide de camp du général Bernadotte le 1er brumaire an IV. Le 14 messidor, il passe le Rhin avec l'armée française et continue à servir dans ce secteur jusqu'en l'an V, époque à laquelle il passe avec son général à l'armée d'Italie. Il se trouve au passage du Tagliamento le 26 ventôse an V, et le 29 du même mois à la prise de Gradesca. Il obtient sur le champ de bataille le grade de chef de bataillon de la 43e demi-brigade de deuxième formation , et Napoléon Bonaparte le cite avec éloges dans son rapport au Directoire exécutif. Passé le 3 brumaire an VI en qualité d'aide de camp auprès du général Championnet, commandant l'aile droite de l'armée d'Angleterre, il fait partie des troupes qui s'opposent à une descente que les Anglais ont tenté d'effectuer à Ostende.

### Service en Italie et en France, 1799-1803
Passé à l'armée de Naples, dont le général Championnet vient d'être nommé commandant en chef, Conroux est promu chef de brigade sur le champ de bataille le 10 pluviôse an VII pour sa conduite distinguée lors de la prise de Naples, et cette promotion est confirmée par arrêté du Directoire exécutif le 17 thermidor suivant. Il se signale encore à l'affaire de Fasano et est nommé adjudant-général sur le champ de bataille par le général en chef de l'armée d'Italie le 22 germinal an VIII, à la suite de son comportement à l'affaire de Mondar. Cette nomination est une nouvelle fois confirmée par le Premier consul le 30 germinal suivant, et le 3 floréal de la même année, Conroux est attaché en cette qualité à l'état-major de l'armée de l'Ouest où il fait les campagnes des ans IX et X sous les ordres du général Bernadotte. Le 21 floréal an X, Conroux adresse au Premier consul une demande pour obtenir le commandement d'un régiment de dragons ou de cavalerie. Cette demande contient l'apostille suivante de la main de Bernadotte : 

« je connais l'adjudant-commandant Conroux depuis l'an II, et j'ai été témoin, tant à l'armée de Sambre-et-Meuse qu'à celle d'Italie, de plusieurs faits éclatants qui l'ont fait distinguer. J'assure qu'il justifiera d'une manière particulière la confiance du gouvernement, qui trouvera en lui talents pour l'administration d'un corps zélé et connaissances pour la discipline, ainsi qu'un absolu dévouement. »

À la suite de cette demande, l'adjudant-commandant Conroux est placé le 10 vendémiaire an XI comme chef de brigade à la tête de la 17e demi-brigade de deuxième formation, devenue 17e régiment d'infanterie de ligne à l'organisation de l'an XII.

### Général de l'Empire
Employé à l'armée des côtes de l'Océan sous les ordres du maréchal Davout, il est créé membre de la Légion d'honneur le 19 frimaire an XII et officier du même ordre le 23 prairial suivant. Il fait partie de la 1re division du 3e corps de la Grande Armée pendant la campagne de l'an XIV en Autriche. Le 9 brumaire, pendant la marche sur Ried et Haag, le 17e régiment d'infanterie de ligne commandé par Conroux engage fortement l'action avec un corps russe qu'il met en désordre, ce qui permet à la cavalerie française d'exécuter une charge qui complète la déroute des Russes.
Nommé général de brigade le 3 nivôse an XIV, il obtient un commandement au 7e corps de la Grande Armée le 23 février 1806 et fait la campagne de Prusse. Passé au commandement d'une brigade de la division de réserve des grenadiers d'Oudinot le 9 novembre suivant, il prend une part glorieuse aux combats d'Ostrołęka, Dantzig, Heilsberg ainsi qu'à la bataille de Friedland. L'Empereur nomme Conroux commandeur de la Légion d'honneur par décret du 22 juin 1807 et le crée baron de l'Empire le 19 mars 1808 sous le nom de Pépinville. Employé à l'armée d'Allemagne en 1809, et après s'être distingué à la bataille de Wagram le 6 juillet, il est élevé au grade de général de division le 31 du même mois. 
Il passe ensuite à l'armée d'Anvers le 24 août suivant, puis à celle du Nord le 26 septembre même année. Il reçoit finalement l'ordre de se rendre à l'armée de Catalogne le 26 mars 1810 pour prendre le commandement de la 2e division du 9e corps de l'armée d'Espagne. Le 27 juillet 1811, il remplace le général Jean François Leval dans le commandement de la 4e division d'infanterie et de la 3e division de dragons. Le 31 mai 1812, le général espagnol Ballesteros passe la Guadalete entre Bornos et Arcos et se porte sur le derrière de la position de Bornos, dans l'intention d'y surprendre la division Conroux. Toutefois, le général français, à la tête des 9e léger, 96e de ligne, un escadron du 5e régiment de chasseurs à cheval et un détachement du 2e de même arme, parvient à repousser l'ennemi après lui avoir pris 600 hommes, 4 pièces d'artillerie et deux drapeaux et le force à repasser la Guadalete.
Le 10 novembre 1813, lors de la bataille de la Nivelle, le général Wellington débouche avec un corps de 30 000 hommes derrière la montagne de la Rhune et tombe sur la division Conroux qui défend cette montagne, la redoute Sainte-Barbe et le camp de Sarre. Après une vive résistance, la redoute est prise par les Britanniques. Les troupes qui occupent le sommet de la Rhune, voyant l'ennemi maître des retranchements, craignent d'être forcées à leur tour et, sans ordre, abandonnent leur poste et descendent dans la plaine. Le reste de l'armée française est bientôt forcé de battre en retraite. Les ouvrages de seconde ligne construits en arrière d'Ascain sont presque aussitôt enlevés par les troupes de Wellington, et c'est en les défendant que le général Conroux tombe grièvement blessé d'une balle dans la poitrine. Transporté à Saint-Esprit, près de Bayonne, il y meurt le lendemain, le 11 novembre 1813. Son nom est gravé sur l'arc de triomphe de l'Étoile, côté Est.
Jean-Pierre Tarin le décrit comme « un chef de grande expérience ». Le mémorialiste Félix Girod de l'Ain, qui a connu le général Conroux en Espagne, en garde l'image d'un homme « d'une taille élevée et d'un aspect très imposant ».

## Décorations
- Commandeur de la Légion d'honneur le 22 juin 1807
- Baron de l'Empire le 27 novembre 1808

## Armoiries
| Figure | Blasonnement |
|        | Armes du baron Baron de Pépinville de l'Empire (décret du 19 mars 1808, lettres patentes du 27 novembre 1808). Écartelé : aux 1 et 4, de sinople, à trois étoiles d'argent ; au 2 du quartier des Barons militaires de l'Empire ; au 3, de sable, au léopard couché d'or, surmonté de trois grenades d'argent, allumées de gueules. Ou, D'or à quatre cantons égaux : les premier et quatrième de sinople à trois étoiles d'argent ; le deuxième des barons militaires ; le troisième de sable au léopard couché d'or surmonté de trois grenades d'argent allumées de gueule., Livréesles couleurs de l'écu. |